# 安东·帕斯
安东·帕斯（西班牙語：Antón Paz，1976年8月8日—），西班牙男子帆船运动员。他曾代表西班牙参加2004年和2008年夏季奥林匹克运动会帆船比赛，其中2008年奥运会获得一枚金牌。